# Broadwater Farm
Broadwater Farm, a menudo referida simplemente como "The Farm" ("La granja"), es un área de Tottenham, Londres Norte, que linda con el río Moselle. La mitad oriental del área está dominada por el Broadwater Farm Estate ("BWFE"), un experimento de alojamientos sociales de alta densidad construido a finales de los años 60. La mitad occidental del área está ocupado, en su mayoría por el Lordship Recreation Ground, uno de los parques más grandes de Londres. En 2011, Broadwater Farm tenía una población de 4.844 habitantes.
La zona adquirió la reputación de ser una de las peores áreas para vivir en el Reino Unido tras la publicación de Utopia on trial, de Alice Coleman, en 1985, una percepción que empeoró cuando, más tarde aquel mismo año, hubo disturbios graves en el vecindario. Sin embargo, tras un importante programa de re desarrollo, las tasas del crimen en la zona han caído drásticamente, con un índice de robos de virtualmente el cero por ciento. También es una de las áreas más diversas étnicamente de Londres. En 2005, su población oficial de 3.800 personas incluía residentes de 39 nacionalidades distintas.

## Localización
Broadwater Farm se sitúa en el valle del Moselle, aproximadamente a 10 km (6 millas) al norte de la City de Londres. Se ubica en una profunda depresión inmediatamente al sur de Lordship Lane, en la unión de Lordship Lane y The Roundway. Linda inmediatamente con Bruce Castle, aproximadamente a 500 metros (547 yardas) del centro de Tottenham, y a 2 km (1,2 millas) de Wood Green.

## Historia

### Historia antigua
Hasta la apertura de la cercana estación de tren de Bruce Grove el 22 de julio de 1872 el área era rural, aunque cercana en proximidad a Londres y al creciente suburbio de Tottenham. Además de un pequeño grupo de edificios, que rodeaban a la vecina Bruce Castle, los únicos edificios en el área eran la granja y edificios exteriores de Broadwater Farm, que por aquel entonces era una granja en funcionamiento.
Tras la construcción de las vías de tren a Tottenham y Wood Green, tuvo lugar un rápido desarrollo en la zona. Sin embargo, debido a las inundaciones causadas por el río Moselle, Broadwater Farm se consideraba no apta para el desarrollo urbano y permaneció como tierras de cultivo. En 1920, Broadwater Farm era la única tierra agrícola en Lordship Lane, rodeada de edificios urbanos a todos los costados.
En 1932, el Distrito Urbano de Tottenham Urban compró Broadwater Farm. La mitad occidental fue secada y reconvertida para el uso recreativo como el Lordship Recreation Ground, mientras que la mitad oriental fue reparelada para desarrollar un futuro asentamiento urbano Se construyeron pesados diques de cemento para reducir las inundaciones del Moselle en Lordship Recreation Ground, mientras que en la mitad oriental el rio se cubrió para servir como alcantarillado hasta el cementerio de Tottenham.

### Broadwater farm estate
En 1967, empezaron las obras de construcción de Broadwater Farm Estate en las áreas re parceladas, y una zona al sudeste del parque fue utilizada para reemplazar las parcelas destruidas por la construcción del complejo. En su construcción original, el complejo tenía 1.063 alojamientos, dando hogares a entre 3.000 y 4.000 personas. El diseño del complejo se inspiró en Le Corbusier, caracterizado por grandes bloques de hormigón y altas torres.
Debido a la gran afluencia de agua y el riesgo de inundación causado por el Moselle, que fluye a través de la zona, no se construyó ninguna edificación a nivel de tierra. En su lugar, las plantas bajas se ocuparon completamente por aparcamientos, y los edificios se vincularon entre sí por un sistema de pasarelas interconectadas al nivel del primer piso conocidas como "niveles de cubierta". En estos niveles, también se instalaron tiendas y lugares de recreo.
Los doce edificios interconectados se nombraron según diferentes aeródromos de la RAF en la Segunda Guerra Mundial. Los edificios más célebres son el Northolt, de gran altura, Kenley towers, y el bloque Tangmere, con forma de zigurat.

### Deterioro
En 1973, los problemas del complejo ya eran aparentes: las pasarelas del nivel de cubierta crearon zonas peligrosamente aisladas que se convirtieron en puntos de acceso para el crimen y el robo, ya que otorgaban vías de escape fáciles para los criminales. El mantenimiento de las viviendas era deficiente, y sufría de filtraciones de agua, plagas infecciosas y fallas eléctricas. Más de la mitad de las personas a las que se le ofrecían alojamiento allí la rechazaban, y la mayoría de los residentes existentes habían solicitado su reubicación en otro lugar. En 1976, menos de diez años tras la apertura del complejo, el Departamento de Medio Ambiente, dependiente del Ministerio de Agricultura británico, concluyó que el complejo tenía una calidad tan pobre que la única solución era su demolición. Esta decisión fue mal recibida por los residentes, y las relaciones entre la comunidad y las autoridades locales se deterioraron rápidamente. En 1981, empezó un proceso de regeneración, pero se detuvo por la falta de fondos y la percepción de la zona, cada vez más negativa, por parte de la opinión pública. 

#### Utopia on trial
En el momento de la publicación de la crítica de Alice Coleman sobre las viviendas planificadas de los años 60, Utopia on Trial, se publicó en 1985, el complejo se consideraba un ejemplo representativo de proyectos de viviendas sociales a gran escala que habían resultado un fracaso. Cuando una exposición de Le Corbusier a mediados de los años 80 fue incapaz de atraer patrocinadores, el rechazo de los patrocinadores a ser asociados con su nombre se atribuyó al "Factor Broadwater Farm".
La crítica del libro de supuestos "lapsos de comportamiento civilizado" en los complejos inspirados por Le Corbusier, alegando que los residentes de dichos edificios eran mucho más proclives a cometer y a ser víctimas de comportamientos antisociales, influyeron mucho en el gobierno presidido por Margaret Thatcher. Aunque el libro se focalizó en Tower Hamlets y Southwark, y de hecho no se refería a Broadwater Farm, en el momento de la publicación del libro el complejo se estaba convirtiendo en un paradigma de este tipo de edificaciones,, y el gobierno empezó a presionar al Haringey London Borough Council para mejorar la zona.

#### Asociación de inquilinos y asociación de jóvenes
Aunque la demografía de Broadwater Farm por entonces eran alrededor de 50% negros y 50% blancos, la Asociación de Inquilinos estaba conformada en su totalidad por blancos, y vista con desconfianza creciente por los residentes negros y residentes blancos no conectados con la asociación. En 1981, los residentes fundaron una "Asociación de Jóvenes" rival, ampliamente aplaudida por muchos miembros de la comunidad negra local, al enfrentarse al acoso que los jóvenes locales y los residentes negros del complejo percibían de los controvertidos Grupos de Patrullas Especiales (patrullas antidisturbios de la Policía Metropolitana de Londres). En 1983, el ayuntamiento donó a la Asociación de Inquilinos una tienda vacía para que la utilizaran como oficina y una vaga autoridad para "lidiar con los problemas locales", aumentando el antagonismo entre dicha asociación y la Asociación de Jóvenes, que, a su vez, estableció su propio club juvenil, un centro de asesoramiento, un cuerpo de vigilancia del complejo y un grupo de cabildeo local.

#### Primeros proyectos de regeneración
A pesar de la falta de fondos y de voluntad por parte del consejo de comprometerse con la regeneración, en 1985 parecía que se estaba progresando en solventar los problemas de la zona. La presión ejercida por la Asociación de Inquilinos y la Asociación de Jóvenes forzó al ayuntamiento a abrir una Oficina del Vecindario. En 1983, se creó una agencia de fortalecimiento de los inquilinos, el Priority Estates Project, con el objetivo de coordinar las quejas y preocupaciones de los residentes, y éstos fueron incluidos en proyectos de entrevistas realizados por el personal del ayuntamiento que se encargaba de la zona.
Aparentemente, varias iniciativas dirigidas a proporcionar actividades a la juventud desafecta local y a integrar la mezcolanza de comunidades étnicas en la zona estaban haciendo progresosa. Sir George Young, por entonces Ministro de Zonas Urbanas (Minister for Inner Cities) del Gobierno británico, aseguró una financiación significativa para construir mejoras. Broadwater Farm empezó a ser considerada como un caso de estudio en la regeneración de viviendas sociales fallidas. La Princesa Diana visitó el complejo en febrero de 1985, y elogió los progresos que estaban teniendo lugar, pero mucho del aparente progreso era superficial. Los problemas causados por las pasarelas de los niveles de cubierta no habían sido resueltos; los niños de Broadwater Farm todavía tenían peores resultados académicos en relación con los de las zonas colindantes; la tasa de desempleo se mantenía en un 42%; y, quizás lo más significativo, teniendo en cuenta los acontecimientos posteriores, la desconfianza mutua entre los residentes locales (particularmente, los pertenecientes a la comunidad afro-caribeña) y los miembros de la policía, predominantemente blancos británicos y no locales, no había sido tratada debidamente.

### Disturbios de Broadwater Farm
Había habido disturbios anteriores en Brixton y en Handsworth, Birmingham, indicativos de un periodo de tensión racial creciente, durante los cuales algunos métodos policiales, como las redadas, la saturación policial y las tácticas de arresto y registro incrementaron la frustración de algunos miembros de la comunidad negra.
Floyd Jarrett, cuya casa se encontraba a 1,6 km (una milla) de la Granja, fue arrestado por la policía el 5 de octubre de 1985, después de haber dado información falsa tras ser detenido por llevar una identificación fiscal supuestamente falsa en su vehículo. Mientras estaba bajo custodia policial, cuatro agentes entraron en su casa para registrarla. Durante el registro, su madre, Cynthia Jarrett, tuvo un colapso y murió. Nunca se esclareció satisfactoriamente el cómo y el por qué de la muerte de Cynthia Jarrett, y si ésta fue debida a un ataque al corazón o a las acciones policiales.
Al día siguiente, el 6 de octubre de 1985, se produjo una pequeña manifestación fuera de la comisaría de policía de Tottenham, que inicialmente transcurrió sin incidentes reseñables, salvo una botella arrojada a través de las ventanas de la comisaría. A las 15.15 horas dos agentes fueron atacados y gravemente heridos por la multitud, y sufrieron heridas de bala. Tres periodistas también fueron hospitalizados por heridas de bala.

#### Asesinato de Keith Blakelock
A las 18.45, una furgoneta policial que respondía una llamada de emergencia en Broadwater Farm fue rodeada y atacada. A medida que más agentes de policía se abrían paso hacia la zona, los manifestantes levantaron barricadas en los niveles de cubierta y los servicios de emergencia tuvieron que retirarse de ese lugar. A las 21.30 horas, se produjo un incendio en un puesto de periódicos en el nivel de cubierta del bloque Tangmere. Los bomberos que intentaban extinguir el fuego fueron atacados, y la policía intentó ayudarlos. Dado que la situación escalaba, la policía y los bomberos se retiraron. En su retirada, los guardias Keith Blakelock y Richard Coombes se separaron del resto de agentes. Un grupo de alrededor de 40 personas les atacaron con palos, cuchillos y machetes, causando la muerte de Blakelock y graves heridas a Coombes. Cuando las noticias de la muerte se extendieron, los disturbios dismimuyeron. El líder del Consejo Local, Bernie Grant, aseguró que se le malinterpretó al decir que "Lo que obtuvo la policía fue un muy buen refugio".
Tres residentes locales, Mark Braithwaite, Engin Raghip y Winston Silcott, fueron condenados por el asesinato de Blakelock. Sin embargo, tres años más tarde, sus condenas fueron revocadas cuando se descubrió que las notas de la policía de sus interrogatorios habían sido manipuladas. La persona o personas culpables del asesinato no han sido nunca identificadas, pero en 2010 se reabrió el caso, procesando a una persona, Nicholas Jacobs, por el asesinato. Jacobs fue absuelto en 2014.

### Reconstrucción
Tras los acontecimientos de 1985, Broadwater Farm se convirtió en objeto de un ambicioso programa de 33 millones de libras, en respuesta a los problemas puestos de manifiesto por los disturbios. La Asociación de Inquilinos, compuesta en su totalidad por blancos, fue reestructurada para que su composición fuese más acorde con la diversidad étnica de la comunidad, y las preocupaciones de los vecinos fueron seriamente atendidas por las autoridades. Se nombró un grupo de gestión local para supervisar las mejoras en el complejo, para recolectar las rentas de alquiler y para asegurar el cumplimiento de la legislación, en lugar del gobierno centralizado de la zona desde la sede central del Consejo (Council) de Haringey (ayuntamiento de distrito). Los niveles de cubierta fueron desmantelados y las pasarelas, demolidas, y se recolocaron las tiendas y puestos recreativos en una zona de la carretera, con el objetivo de transformar la semi abandonada Willan Road en una calle comercial de la zona. Las áreas colindantes fueron ajardinadas y los edificios se rediseñaron para otorgarles una identidad distinguible. Se instaló una red de cámaras de seguridad, controladas por el Consejo, para monitorizar las calles y aparcamientos, y un conserje fue localizado en cada edificio para detener a visitantes no deseados. Se pintaron dos grandes murales, que ahora dominan el área, uno representando una cascada a un lado del bloque Debben, y otro en el que aparecen Mahatma Gandhi, Martin Luther King, John Lennon y Bob Marley en el bloque Rochford. Las tiendas en desuso, vacías tras la retirada de negocios producida después de los disturbios, fueron re convertidas en pequeñas empresas de servicios de bajo coste para dar oportunidades de empleo a los residentes y prevenir que el capital abandonara el área. Desde la reconstrucción, el flujo de personas que han abandonado el complejo se ha ralentizado hasta lo insignificante, y hoy en día hay una larga lista de espera para obtener residencia en la zona.

## Tasa de criminalidad
Desde su regeneración, Broadwater Farm tiene una de las tasas de criminalidad más bajas en cualquier área urbana del mundo. En el último trimestre de 2005, no se denunciaron robos o agresiones en Broadwater Farm, y un único hurto, del que se recuperó toda la propiedad robada y cuyo sospechoso fue arrestado. En el tercer trimestre de 1985, inmediatamente antes de los disturbios, se produjeron 875 hurtos, 50 robos y 50 agresiones. En una encuesta independiente de 2003 realizada a todos los vecinos del complejo, sólo el 2% dijo que consideraban que el área no era segura, la tasa más baja de todo Londres. El complejo también tiene la tasa más baja de mora en el pago de alquileres de todo el distrito.
En 2005, la Policía Metropolitana de Londres disolvió la Unidad de Broadwater Farm, ya que no era requerida en un área con tan bajo índice de criminalidad.

## Lugares de interés
Bruce Castle, en su día hogar de Rowland Hill, creador del sello postal, se encuentra en la parte norte de Lordship Lane, justo en frente de Broadwater Farm. Fue construido por William Compton en el siglo XVI, y es un museo público desde 1906. Alberga los archivos públicos del Consejo de Haringey, así como una gran exposición de la historia del sistema postal.
Broadwater Farm es la sede del programa de entrenamiento de fútbol Broadwater United. Establecido tras los acontecimientos de 1985 con la intención de fortalecer el deporte para los jóvenes locales, ha producido subsiguientemente varios jugadores profesionales, como Jobi McAnuff, Lionel Morgan y Jude Stirling, hijo del director del programa, Clasford Stirling.

## Instalaciones

### Escuelas
En 2007, se abrió al público una nueva guardería en el complejo, con plazas para 104 niños. Está considerada como una de las guarderías mejor diseñadas del mundo, y ganó el Premio del Real Instituto de Arquitectos Británicos (Royal Institute of British Architects) en 2007.
Broadwater Farm contiene tres escuelas primarias: la Broadwater Farm Primary School, y las escuelas Moselle y William C Harvey para alumnos con necesidades especiales. En la actualidad, se está desarrollando un programa para integrar las tres escuelas en un único campus. El cercano Instituto Woodside, antes llamado White Hart Lane School, situado a aproximadamente 200 metros de Broadwater Farm, imparte educación secundaria.

### Comercio
Tras los disturbios, muchos comercios de Broadwater Farm se retiraron de la zona, y aquellos que permanecieron cerraron tras la demolición de los niveles de cubierta. Broadwater Farm, desde entonces, tiene una presencia comercial extremadamente pobre. El Consejo de Haringey ha otorgado 21 pequeñas "unidades empresariales", a un coste deliberadamente bajo, para atraer a los comercios a la zona, pero esta medida ha resultado difícil de implementar. Sin embargo, Broadwater Farm sólo está a 400 metros de las tiendas y supermercados de Tottenham High Road, y a aproximadamente 2 km del centro comercial de Wood Green.

### Transporte
Debido a la tierra pantanosa y a la falta de población anterior a la contención del Moselle, Broadwater Farm no tenía parada de metro propia. La parada de Bruce Grove, a 400 metros al este del complejo, conecta el área con el centro de Londres. Debido a sus calles estrechas, los autobuses largos y dobles no pueden circular por el área. Desde el 11 de febrero de 2006 , la ruta 4, que utiliza los autocares Alexander Dennis Enviro200 Dart para circular por calles estrechas y curvas cerradas, se desvió para circular por la zona, otorgando un transporte público directo por primera vez. Varias líneas de autobús recorren Lordship Lane, inmediatamente al norte, y Philip Lane, al sur. La estación de metro de Turnpike Lane se encuentra a distancia de a pie al sudoeste.

## Demografía
En la actualidad, hay entre 3800 y 4000 residentes en Broadwater Farm. Tras los acontecimientos de 1985, varios vecinos abandonaron la zona, y fueron reemplazados principalmente por inmigrantes recién llegados, particularmente kurdos, somalís y congoleños. En 2005, aproximadamente el 70% de los residentes pertenecían a alguna minoría étnica y se hablan 39 lenguas diferentes en el complejo. En 2011, sólo un 13,4% de los residentes eran británicos blancos, un 11.9% era de procedencia asiática y un 36.1% era de raza negra.